# Mary Jimenez
Mary Jimenez (Lima, Perú, 1948) és una guionista i directora de cinema belga d'origen peruà. És directora de diverses pel·lícules de ficció i d'una desena de documentals, com ara Du verbe aimer i L'Air de rien. Està molt implicada en la lluita per la representació de la dona a la indústria del cinema.

## Biografia
Mary Jiménez va néixer al Perú. Va estudiar arquitectura a Lima i després va anar a Brussel·les per estudiar cinema a l'Institut national supérieur des arts du spectacle (INSAS).
Imparteix cursos de direcció i direcció d'actors a l'Escola de Cinema San Juan de los Baños de Cuba, al Departament d'Audiovisual de l'Escola d'Art de Lausana, a l'Insas i a l'Institut des arts de diffusion s Belgique.
Dirigeix o codirigeix pel·lícules de ficció i una desena de documentals, diverses emissions de ràdio, seleccionades en diversos festivals i sovint premiades.
El seu primer llargmetratge 21:12 Piano Bar va guanyar el premi Arthouse Cinemas. Està en competició al Festival Internacional de Cinema de Mannheim-Heidelberg i es presenta al Festival Internacional de Cinema de Figueira da Foz i al Festival Internacional de Cinema de Locarno.
Ella mateixa va produir el documental autobiogràfic Du verbe aimer que es va presentar al Fòrum de la Berlinale el 1985.
Després va crear la seva pròpia casa de producció, Les Productions de la Phalène, amb Jacqueline Louis i posteriorment va treballar amb Tarantule et Dérives, el taller de producció dels germans Dardenne
La pel·lícula de ficció L'Air de Rien es distingeix per una major lleugeresa. Una jove, Jessie, s'assabenta de la seva imminent mort. Ella decideix reconnectar amb la seva pròpia vida i se'n va de viatge a la seva pròpia ciutat, Brussel·les. La pel·lícula va guanyar el premi a la direcció del III festival de Barcelona, on va obrir el concurs. Es presenta al Festival de Canes i al Festival Internacional de Nou Cinema i Vídeo de Mont-real

### Amb Bénédicte Liénard
A partir del 2013, va treballar diverses vegades amb la directora Bénédicte Liénard. Juntes van produir Sobre las brasas (2013), la història d'una dona de l'Amazònia peruana que tria la independència i la llibertat. La pel·lícula va guanyar el Premi del Jurat al Fidoc, el Gran Premi al Festival Filmer le travail a Poitiers, el premi Quadrature du circle al Filmer à tout prixs, i el premi del jurat al Festival de Cinema de Taiwan
Llur segona pel·lícula Le Chant des hommes (2016) s'inspira lliurement en nombroses històries de migrants sense papers. Fou seleccionada per al 56è Festival Internacional de Cinema de Tessalònica, al 15è Festival Internacional de Cinema de Marràqueix i el Festival de Cinema de la Ciutat de Luxemburg
El 2019 van crear Sortir du noir al Théâtre de Liège, una obra compromesa amb la realitat dels fluxos migratoris que implica íntimament l'espectador. Aquest treball es basa en històries recollides a Tunísia pels dos directors i combina de manera interactiva imatge, so, actuació en directe, i l'escenari del teatre esdevé el lligam de les paraules dels oblidats.
El mateix any, van escriure i dirigir By the Name of Tania, una pel·lícula a mig camí entre el documental i la ficció que dona veu a les víctimes de la regió minera d'or del Perú. Explica la història de la Tania, que va caure a l'infern de la prostitució al Perú, a partir de testimonis reals. Va ser presentat en competició oficial al 34è Festival international du film francophone de Namur (premi especial del jurat), seleccionat a la Berlinale, nominat per al Magritte du cinéma el 2020, en la categoria de Millor Documental i guanyadora del premi al Millor Llargmetratge Internacional al Festival de Raindance.

## Filmografia
- 1981 : 21:12 Piano Bar
- 1981 : La Distance sensible
- 1985 : La Moitié de l'amour
- 1985 : Du verbe aimer
- 1985 : Différences
- 1988 : Fiestas
- 1989 : L'Air de rien
- 1999 : Loco Lucho
- 2007 : La Position du lion couché
- 2009 : Le Dictionnaire selon Marcus
- 2012 : Héros sans visage[20]
- 2013 : Sur les braises, documental codirigit amb Bénédicte Liénard
- 2014 : Face Deal
- 2015 : Le Chant des hommes, codirigida amb Bénédicte Liénard
- 2019 : By the Name of Tania, documental codirigit amb Bénédicte Liénard

## Distincions
- Premi de la Confederation of Art House Cinema per 21:12 Piano Bar[4]
- Premi al Millor Director al Festival de Barcelona per L'Air de rien[8]
- Premi al millor director al Taiwan Festival per Loco Lucho[2]
- Premi Interculturalitat, festival Filmer à tout prix per La Position du lion couché[7]
- Premi de festival Filmer le travail (Poitiers) per Sur des braises, 2013[10]
- Premi del Jurat a la FIDOC (Xile) per Sur des braises, 2013[10]
- Premi del jurat al Festival TIDF de Taiwan, 2014